# Oryctanthus grahamii
Oryctanthus grahamii là một loài thực vật có hoa trong họ Loranthaceae. Loài này được (Benth.) Engl. mô tả khoa học đầu tiên năm 1935.